# Pontiques
Pour la langue, voir Pontique (langue).
Pour les articles homonymes, voir Pontique.
Les Pontiques sont les descendants des populations hellénophones (grecques ou hellénisées) du pourtour de la mer Noire, le Pont-Euxin de l'Antiquité. Le nom grec antique Pòntos (« flot ») euxeinos (eu- « bon » et xeinos « étranger ») signifiait mer « amicale aux étrangers » ou mer « étrangère accueillante » ; il s'agit toutefois de l'hellénisation par homophonie, avec changement sémantique, du perse Axaina draya soit « mer indigo ».
Pendant deux millénaires et demi, les Pontiques ont vécu tout autour du Pont euxin, sur les côtes nord de l'Anatolie, notamment dans la région du Pont, sur le littoral occidental du Caucase, en Crimée et sur les rives occidentales de la mer Noire aujourd'hui bulgares, roumaines et ukrainiennes. Ils y ont laissé des toponymes côtiers comme Eregli (Héraclée), Inebolu (Ionopolis), Trabzon (Trébizonde), Paliastomi (Paléostome), Foros (Phoros), Nessebar (Messembrie) ou Tsarévo (Vassilikό) : leur présence est attestée de l'Antiquité aux temps modernes, lorsque la majorité d'entre eux ont été transférés en Grèce par l'échange obligatoire de populations institué par le traité de Lausanne après le génocide grec pontique. Les Pontiques qui avaient immigré dans l'Empire russe ont, après une période de prospérité au XIXe siècle, quitté l'URSS pour fuir les persécutions de la terreur rouge puis du régime stalinien, qui en a déporté une partie vers l'Ouzbékistan.
L'ensemble des « Grecs » d'Anatolie est qualifié en Grèce de « Micrasiates ». Cet exonyme vient de Μικρά Ασία, Asie mineure. Les Pontiques sont les riverains de la mer Noire, « Micrasiates » ou non. Eux-mêmes s'auto-désignent comme « romées » (Ῥωμαιικoί - roméïkoi). Cet endonyme vient de Romioi (Ῥωμιός / Rōmiós au singulier), désignant les citoyens de l'Empire romain d'Orient (ou Romanie, 395-1453, que nous appelons « Empire byzantin » depuis Jérôme Wolf qui a inventé ce mot au XVIe siècle). « Romées » (roméïkoi) englobe aussi les chrétiens orthodoxes non-hellénophones, membres du « millet de « roum » (ou « rum » : anciens ressortissants de l'Empire byzantin) relevant du patriarcat de Constantinople dans l'Empire ottoman. Ces autres orthodoxes pouvaient parler le cappadocien, le laze ou d'autres langues anatoliennes.
Lorsque la Turquie, dirigée par Mustafa Kemal Atatürk, expulse ces populations au début du XXe siècle, elle joue sur la confusion entre la « nation grecque » et le « millet de Rum », ce dernier n'étant en fait qu'une catégorie religieuse (chrétienne orthodoxe) et non nationale. Parmi les Grecs, les Pontiques sont identifiables d'une part par leur dialecte grec pontique, d'autre part par la terminaison en ίδη, rendue en français par idi ou idès, très fréquente dans leurs patronymes. Une partie des Pontiques descend des Ioniens (fondateurs de la plupart des colonies grecques de la mer Noire) tandis que d'autres sont issus de populations autochtones hellénisées depuis l'Antiquité ou christianisées sous l'Empire romain d'orient : ainsi, la limite entre Pontiques et Lazes orthodoxes était assez poreuse dans les Alpes pontiques.
Historiquement, la majorité des Pontiques ont vécu au sein du royaume du Pont (qui tire son nom du Pont-Euxin, nom antique de la mer Noire) puis au sein de l'Empire romano-byzantin et enfin, entre 1204 et 1461, au sein de l'empire grec de Trébizonde. Le cœur du royaume du Pont et de l'empire de Trébizonde se situait dans la région du Pont, mais malgré les vicissitudes historiques, leur présence s'étendit à la plupart des villages de pêcheurs et des villes portuaires de la mer Noire, dont beaucoup étaient grecques depuis l'Antiquité.

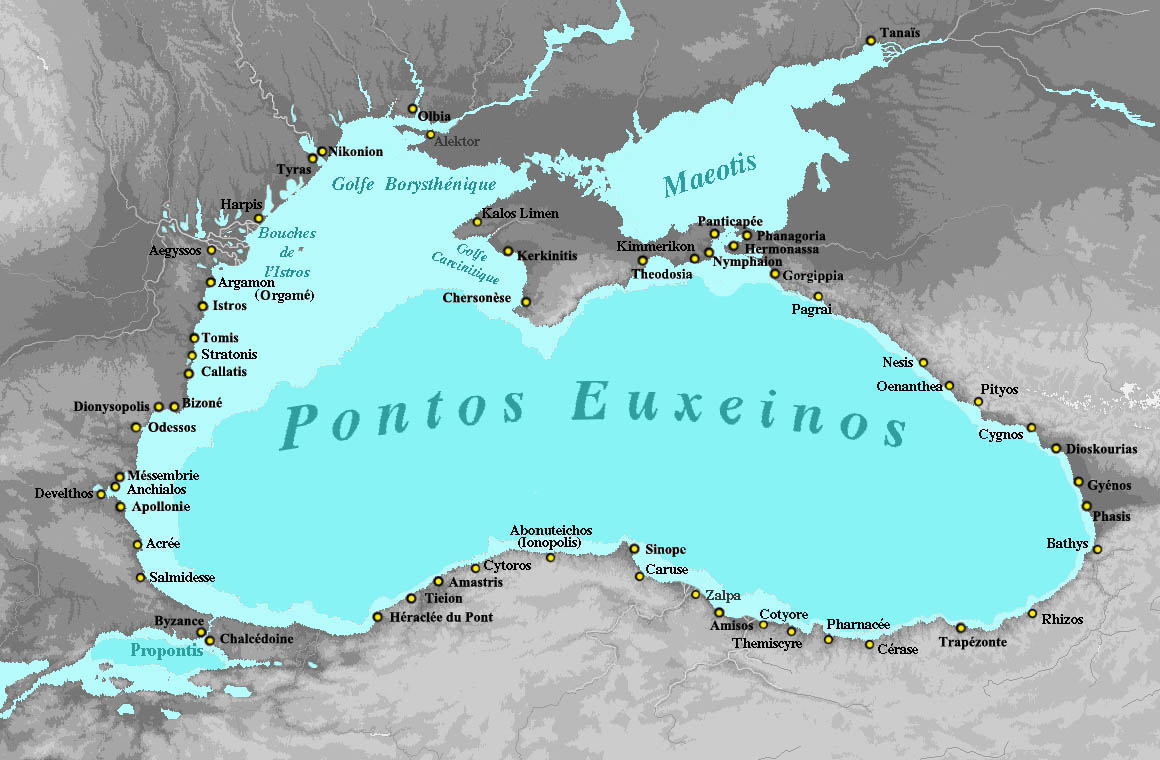
Principales colonies grecques de la mer Noire : les Pontiques y voient leurs origines.
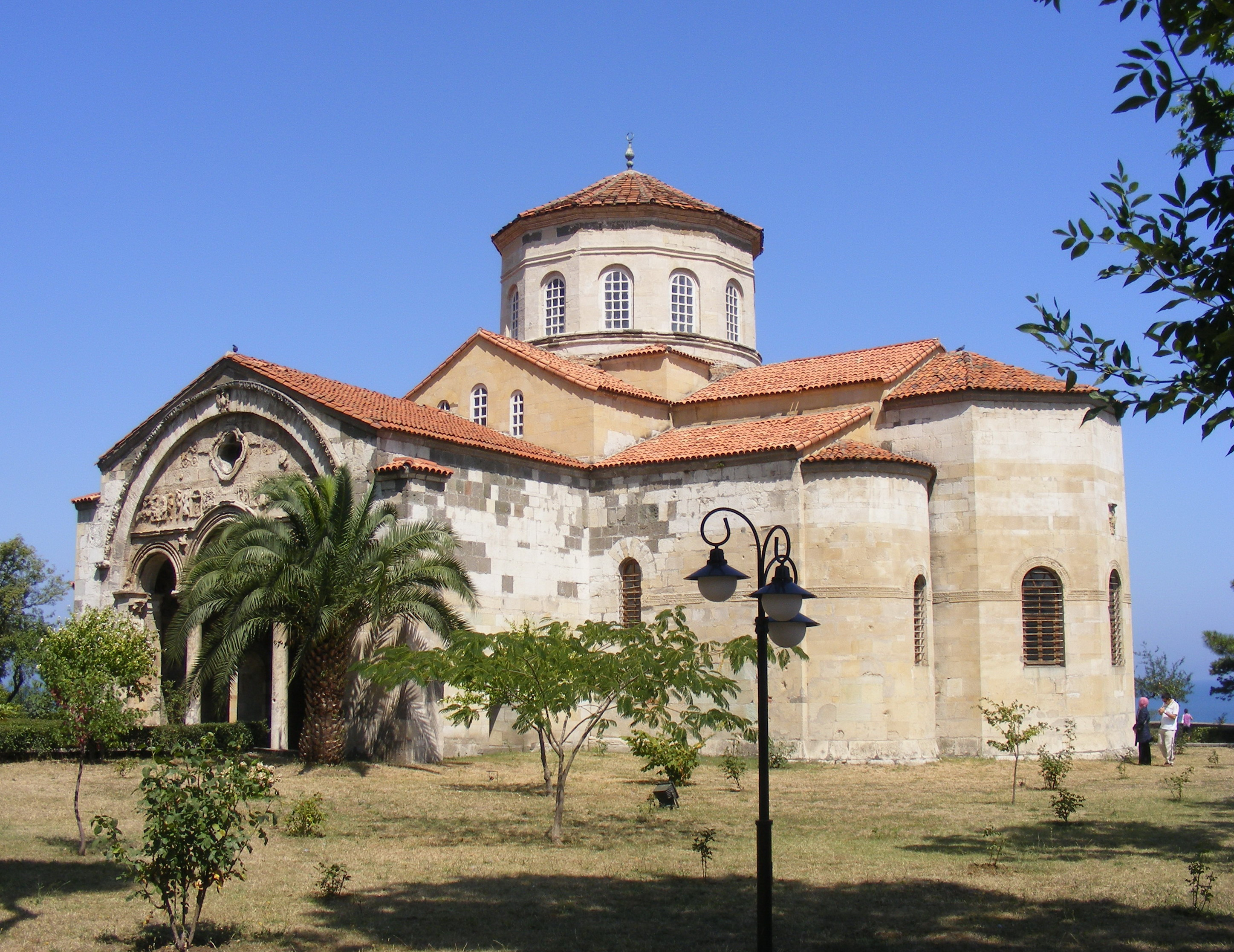
Ancienne basilique Sainte-Sophie de Trébizonde en Turquie.
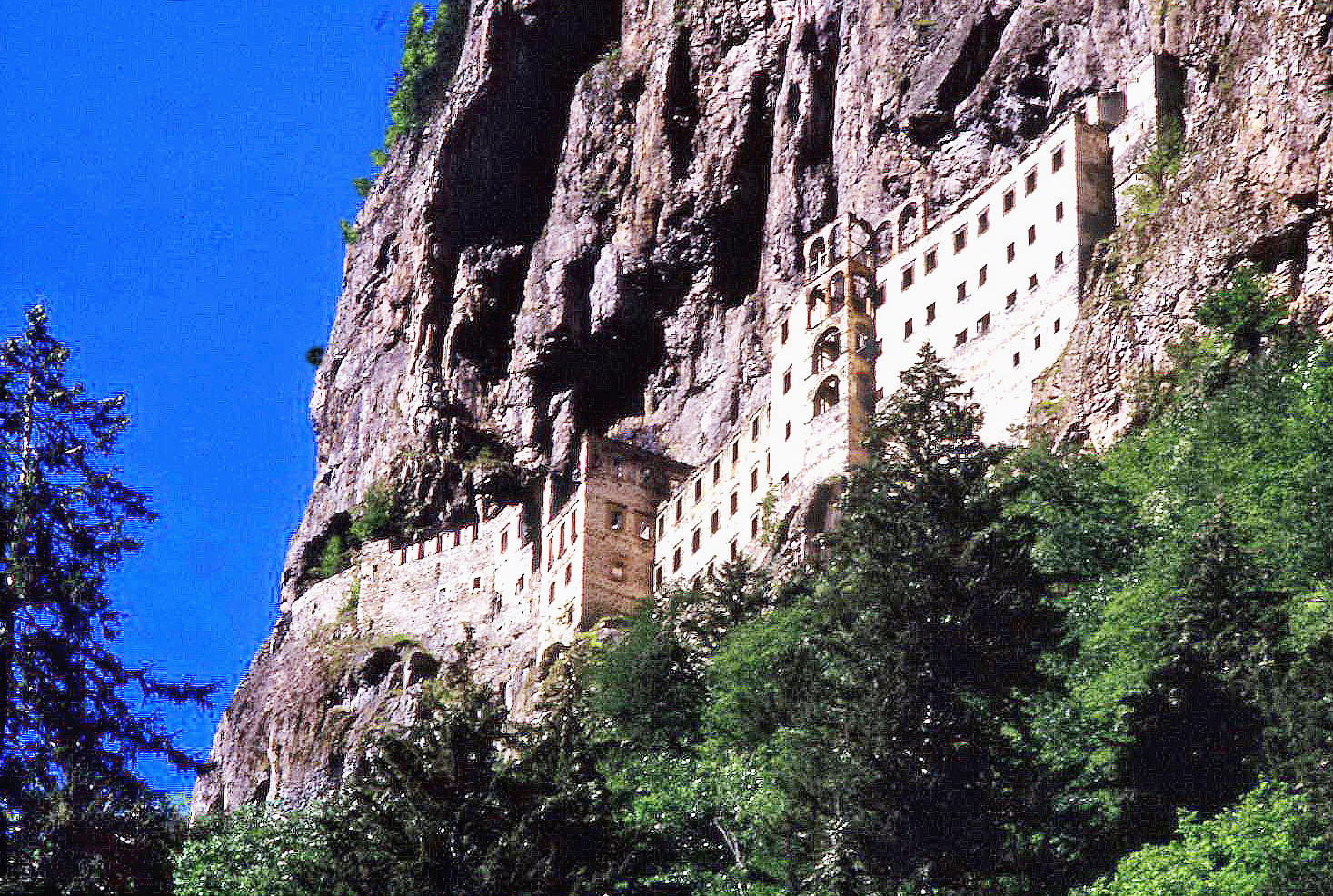
Le monastère pontique de Sumela en Turquie.
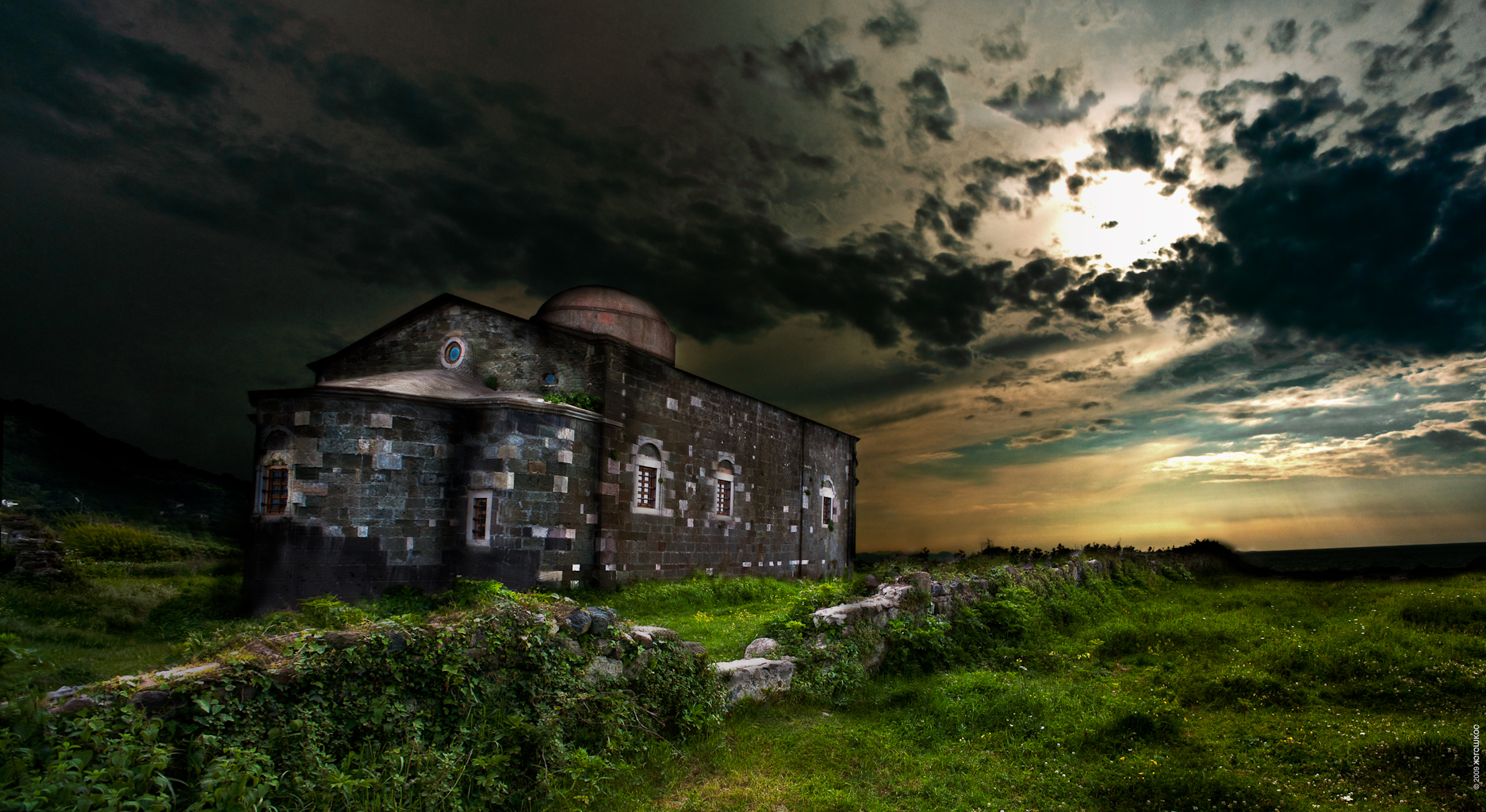
Ancienne église pontique de Jason à Cotyore en Turquie.
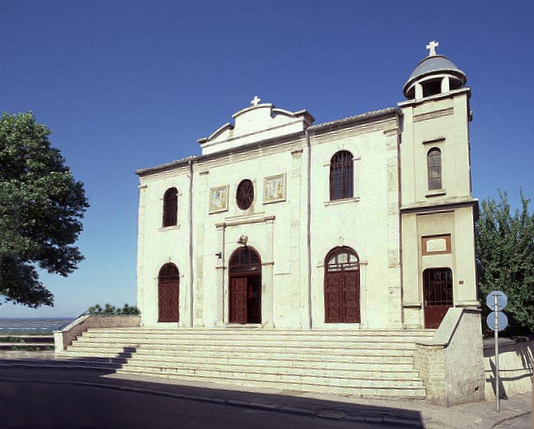
Église pontique de Tomis en Dobrogée.
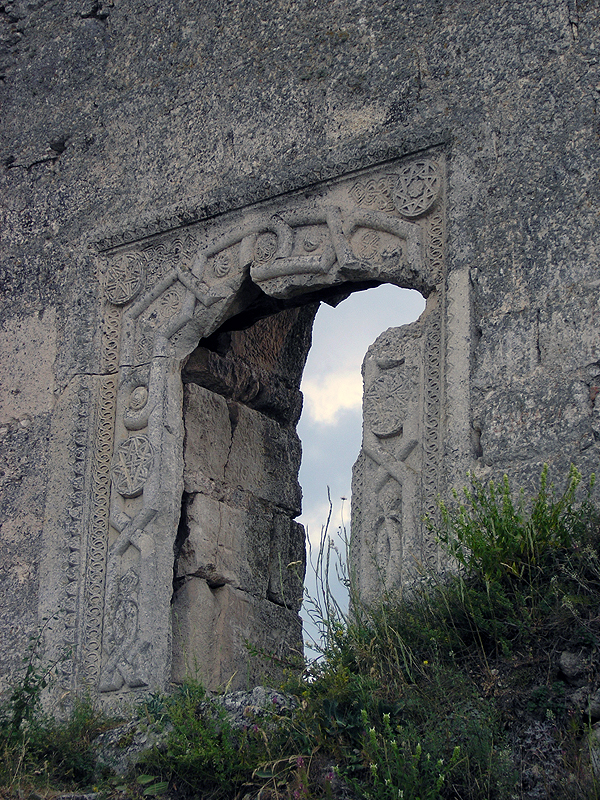
Mur de la citadelle de Doros, capitale de la principauté de Théodoros en Crimée.
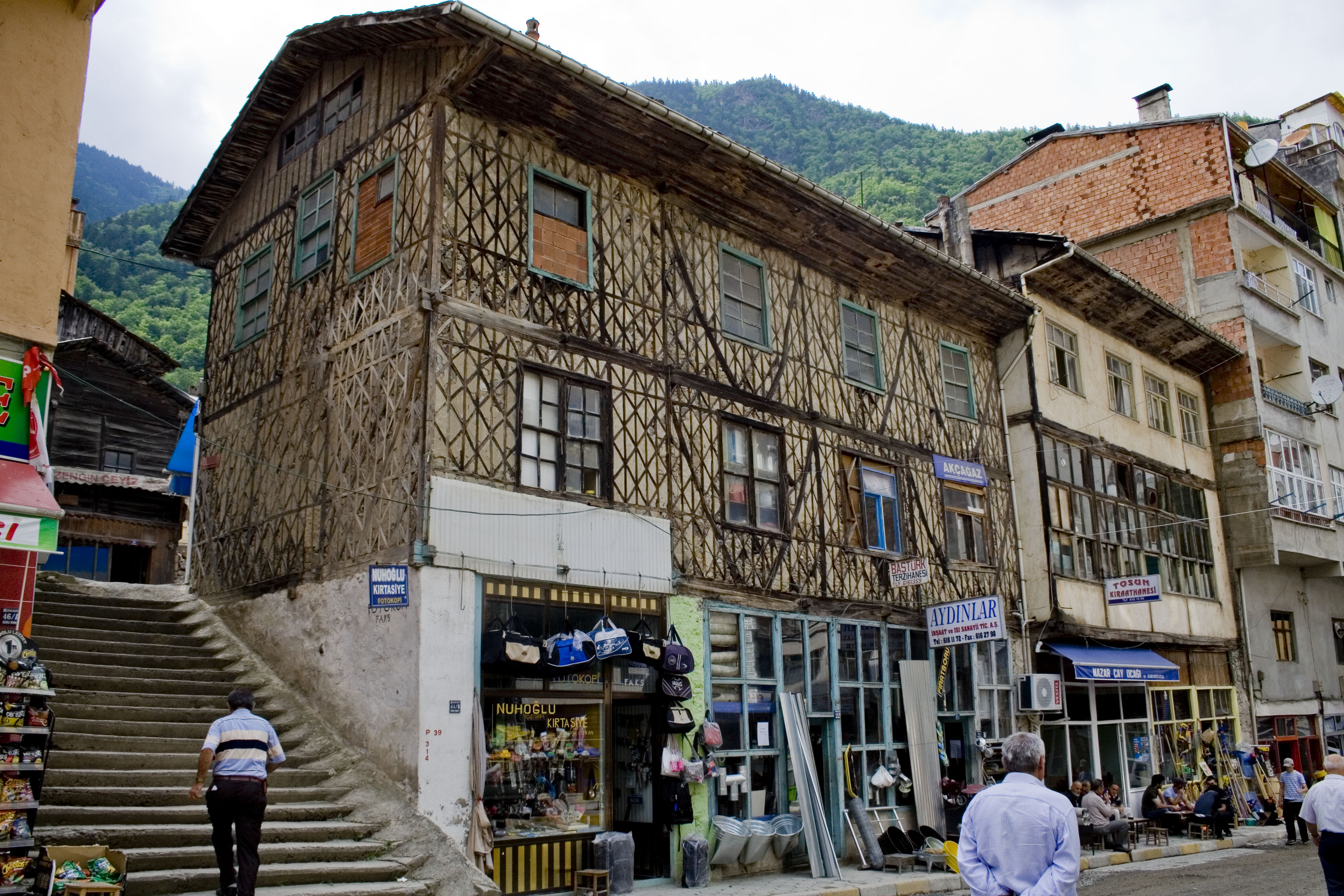
Anciennes maisons pontiques de Katochori en Turquie.
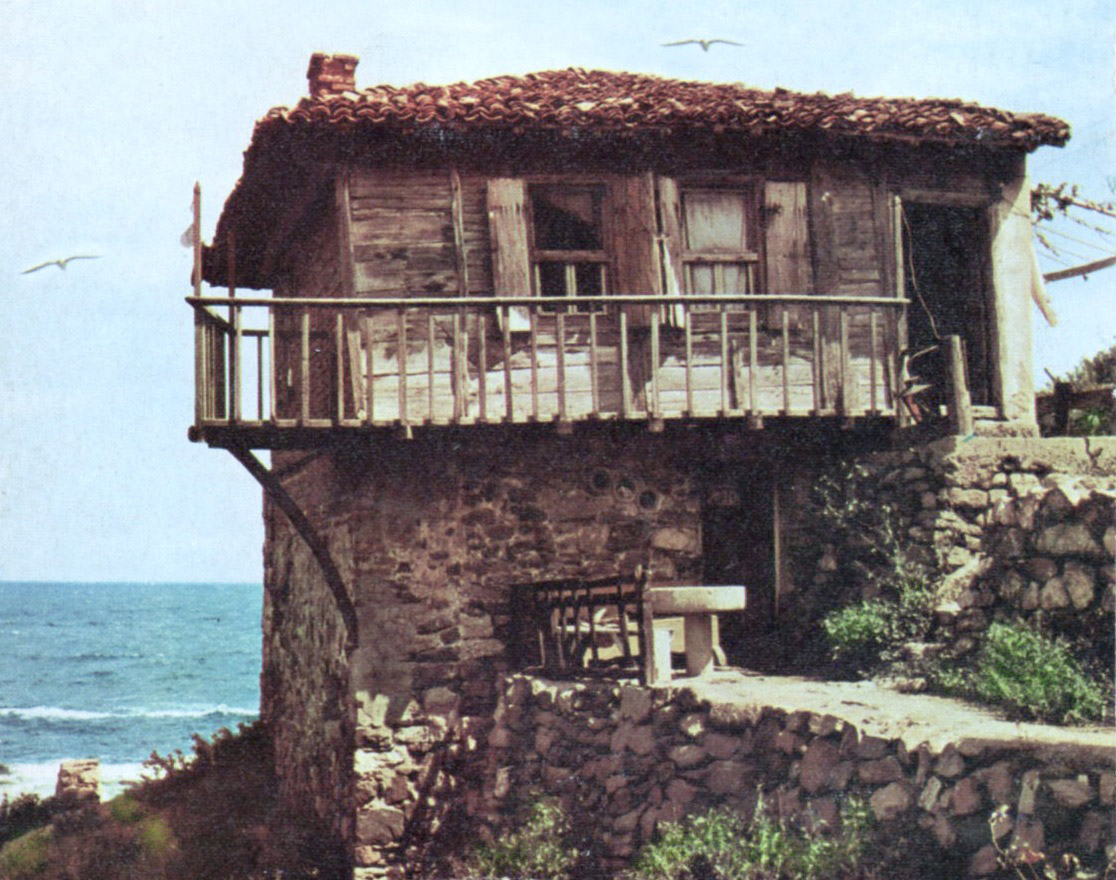
Ancienne maison de pêcheurs pontiques à Callatis en Dobrogée, ruinée après leur départ vers la Grèce en 1967.

## En Anatolie septentrionale

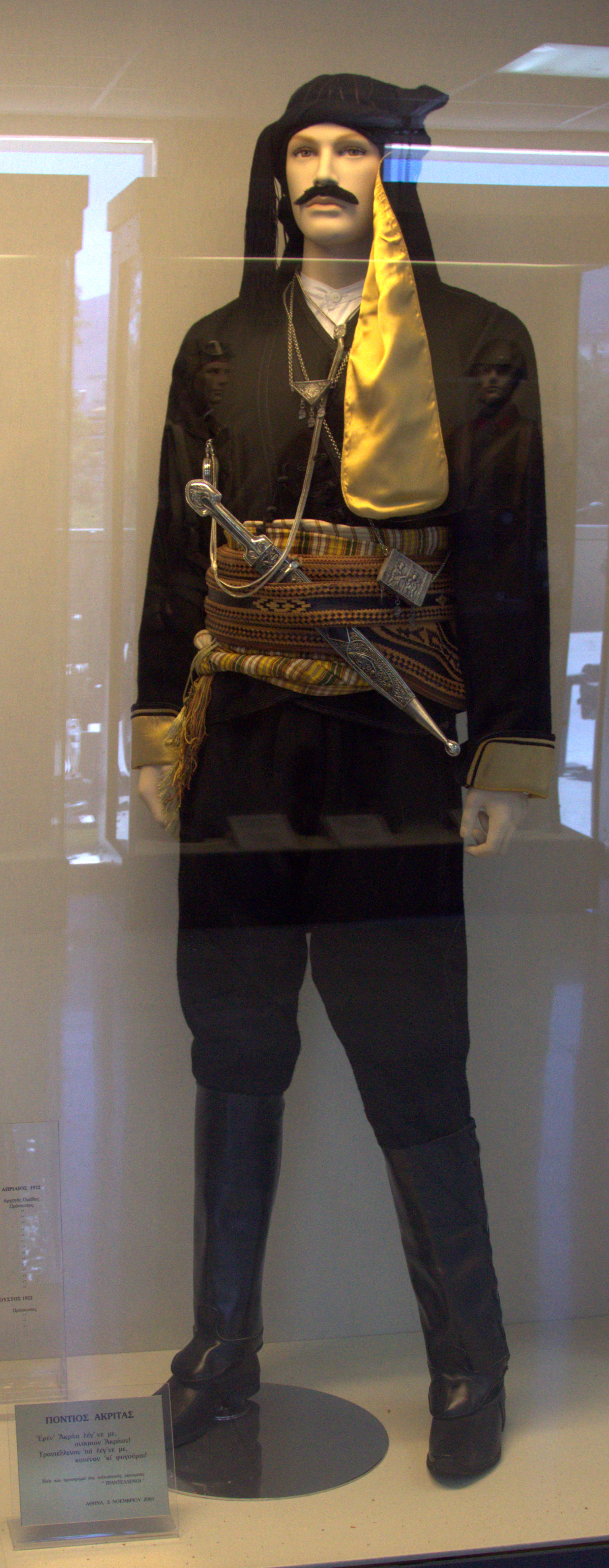
Vêture traditionnelle des hommes pontiques en Turquie, proche de celle des Lazes. Ce costume traditionnel, encore revêtu lors des commémorations ou festivals culturels, est assez différent de celui des autres Grecs, proche de la vêture albanaise à fustanelle, et se rapproche de ceux des peuples du Caucase, en tissu souvent noir ou indigo bardé, chez les hommes, de cartouchières. Ce costume a inspiré l'unifome à vraka noire des evzones.

À partir du XVe siècle, les Ottomans commencent à conquérir les territoires peuplés de Pontiques autour de la mer Noire : la côte occidentale tombe entre 1394 (côte thrace) et 1422 (Dobrogée), l'Empire de Trébizonde en 1461, la Crimée grecque en 1475, et au XVIe siècle la mer Noire devient un lac turc. Sur les côtes, pourtant, la population reste majoritairement pontique, comme en témoigne le vocabulaire maritime et halieutique du turc, du russe, de l'ukrainien, de l'abkhaze, du géorgien, du roumain et du bulgare, truffé de termes d'origine grecque pontique. Les Pontiques étaient 600 000 en 1919 dans les provinces ottomanes riveraines de la mer Noire.

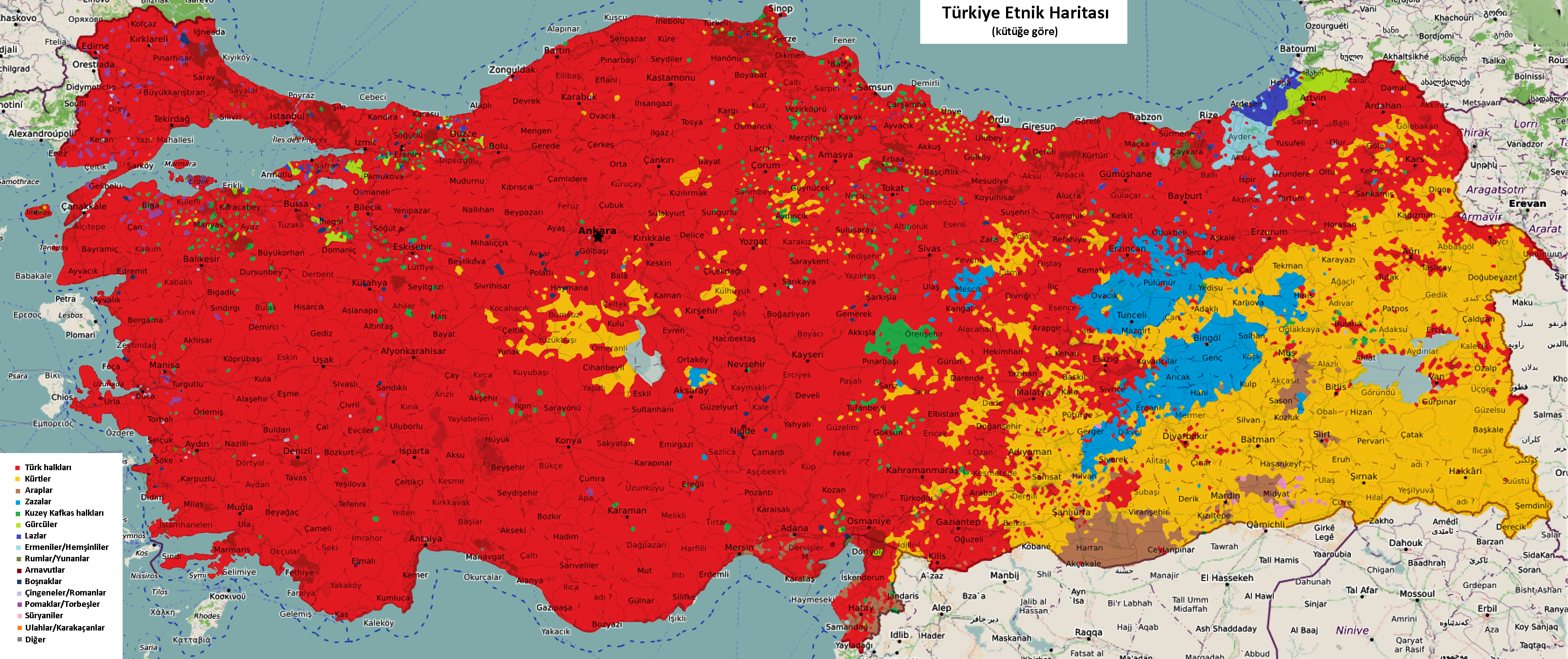
Dans le district de Katochori du Pont anatolien (patrie de Yeşim Ustaoğlu) survivent quelques milliers de Pontiques (gris-vert sur cette carte turque de 2021).

En 1924, 400 000 Pontiques ont été expulsés vers la Grèce en application du traité de Lausanne de 1923, mais seuls 260 000 y sont arrivés, et l'on parle en Grèce de « génocide pontique », à l'instar du génocide arménien, car 350 000 personnes ont été massacrées entre 1919 et 1923 pendant et à l'issue de la Première Guerre mondiale ou ont succombé au cours de leur déportation. Environ 65 000 Pontiques réfugiés en Russie devînrent ensuite Soviétiques. Pour ne pas être expropriés et expulsés à leur tour, les quelque 50 000 survivants restés au Pont se sont convertis à l'islam et sont passés à la langue turque (du moins en public) : on estime leurs descendants actuels à plus de 200 000 personnes. Ce sujet est tabou aussi bien en Grèce où l'Église les considère comme des apostats et les nationalistes comme des « traîtres », qu'en Turquie où les nationalistes n'admettent pas qu'un « bon » ou « vrai » Turc puisse avoir des ancêtres grecs et chrétiens, incitant ceux dont c'est le cas à cacher leurs origines.
Jusqu'en 1996, le grec était encore parlé, même si ses locuteurs se cachaient, car son usage est interdit. Or la parution à Istanbul en 1996 de l'ouvrage « La culture du Pont » (Pontos Kültürü) de l'historien turc Ömer Asan dévoila l'existence de nombreux locuteurs du pontique, peut-être 300 000, notamment dans une soixantaine de villages aux alentours de Trébizonde. L'identité turque étant imprégnée d'un nationalisme virulent, Ömer Asan fut accusé de « trahison », d'« insulte à la mémoire d'Atatürk », de « vouloir le démembrement de la Turquie » ou d'y réintroduire le christianisme et l'hellénisme. Il fut déféré devant les tribunaux et finalement acquitté, mais depuis cette affaire, les locuteurs du pontique utilisent le turc et évitent d'employer leur langue.
Ainsi, l'élément grec et arménien a totalement disparu de la Turquie pontique, au profit des seuls Turcs (qui sont en partie des Pontiques islamisés) et d'une minorité de Lazes, musulmans des montagnes de l'arrière-pays, que la politique kémaliste d'assimilation des minorités allait, comme le peuple kurde plus au sud, s'efforcer de turquiser avec plus ou moins de succès.

## En Russie méridionale, Ukraine et dans le bloc de l'Est
La présence des Pontiques en Crimée est très ancienne et remonte, sinon à l'Antiquité (royaume du Bosphore), du moins au Moyen Âge (thème de Cherson et principauté de Théodoros). À partir de la fin du XVIIIe siècle, les Ottomans perdent du terrain face aux Russes et aux autres États chrétiens (Roumanie, Bulgarie), de sorte que les Pontiques du nord, de l'est et de l'ouest de la mer Noire se retrouvent sujets de ces États. Il faut ajouter à ceux-là les dizaines de milliers de Pontiques ottomans qui choisissent d'émigrer vers ces États orthodoxes au cours du XIXe siècle (notamment vers Varna, Constanza, Odessa, Kherson, Eupatoria, Sébastopol, Théodosie, la région de Stavropol, l'Abkhazie et Batoumi en Géorgie). Beaucoup s'y intègrent, et on reconnaît parfois des patronymes comme Χρισομένίδης/Chrisoménidès dans Харизомэнов/Kharizomenev (russifié), Μαβρογιάννις/Mavroyannis dans Мариванов/Marivanov (bulgarisé) ou Ψαράδης/Psaradès dans Pescaru (roumanisé). Quelle que soit l'ancienneté de leur implantation, les Pontiques sont très présents au XIXe siècle sur les côtes bulgares, roumaines et russes de la mer Noire.
Trop « cosmopolites » aux yeux de Staline, 36 000 ou 37 000 Pontiques d'URSS (notamment d'Ukraine et de Crimée) furent déportés en 1949 vers l'Ouzbékistan et le Kazakhstan. En novembre 1955, Khrouchtchev supprima les mesures discriminatoires de l'ère stalinienne pour 5 000 Grecs pontiques de Géorgie, mais les autres (ou du moins ceux d'entre eux qui avaient survécu et ne s'étaient pas russifiés) ne purent quitter l'Asie centrale qu'avec la perestroïka, après 1986. Les Pontiques représentaient encore 3 % de la population de l'Abkhazie en 1989, mais la guerre de 1992-93 sonna le glas de cette population. Les Pontiques tatarophones de Crimée et les Pontiques turcophones de la Géorgie sont connus sous le nom d’urums, qui vient du turc rum.
En Bulgarie et Roumanie, les Pontiques de Dobrogée (Dobrogea en roumain, Dobroudja en bulgare) et de la Thrace bulgare, au nombre de 120 000 en 1938 selon les recensements roumain et bulgare de l'époque, étaient pour partie autochtones (issus de colons ioniens et de thraces hellénisés) et pour partie venus du Pont anatolien lors du développement économique du XIXe siècle, avec la construction des voies ferrées Roussé-Varna et Axiopolis (Cernavodă)-Tomis (Constanța) pour écouler le grain des principautés danubiennes. Ils parlaient un pontique local mêlé de roumain, de bulgare et de turc, évoqué par Panaït Istrati,.
Le recensement de 2010 ne compte que 1 520 Grecs en Bulgarie et celui de 2011 trouve 6 513 Grecs en Roumanie mais dans ces deux pays, tous ne sont pas des Pontiques, car il y a aussi des descendants de « phanariotes » ou de « Koukoués » (communistes réfugiés dans les pays du pacte de Varsovie à l'issue de la guerre civile grecque), et des Grecs de toute origine venus depuis 1990 pour des raisons universitaires ou économiques. Les Pontiques de Bulgarie et Roumanie ne furent pas inquiétés avant 1945, lorsque leurs commerces ou leurs moyens de pêche furent nationalisés : la plupart d'entre eux profitèrent alors de la « loi du retour » grecque pour partir en Grèce. En Bulgarie, des villes grecques entières telles que Dionysopolis, Karvouna, Naulochos, Anchialos, Messémbrie, Sozopolis, Ranouli et Vassiliko furent entièrement vidées de leurs habitants grecs, rebaptisées et repeuplées de Bulgares. À Varna et Dévelthos, les quartiers grecs, en bord de mer, furent également vidés : il existe en Grèce des localités dont les noms rappellent cet exode, telle la Nouvelle Messémbrie en Chalcidique. En 2002, seuls 450 Grecs de la mer Noire (Constanza et Mangalia en Roumanie) ont déclaré le pontique comme langue maternelle, et plus aucun en 2011. La communauté de l'ancien « Bloc de l'Est » peut ainsi être considérée comme disparue.

## En Grèce

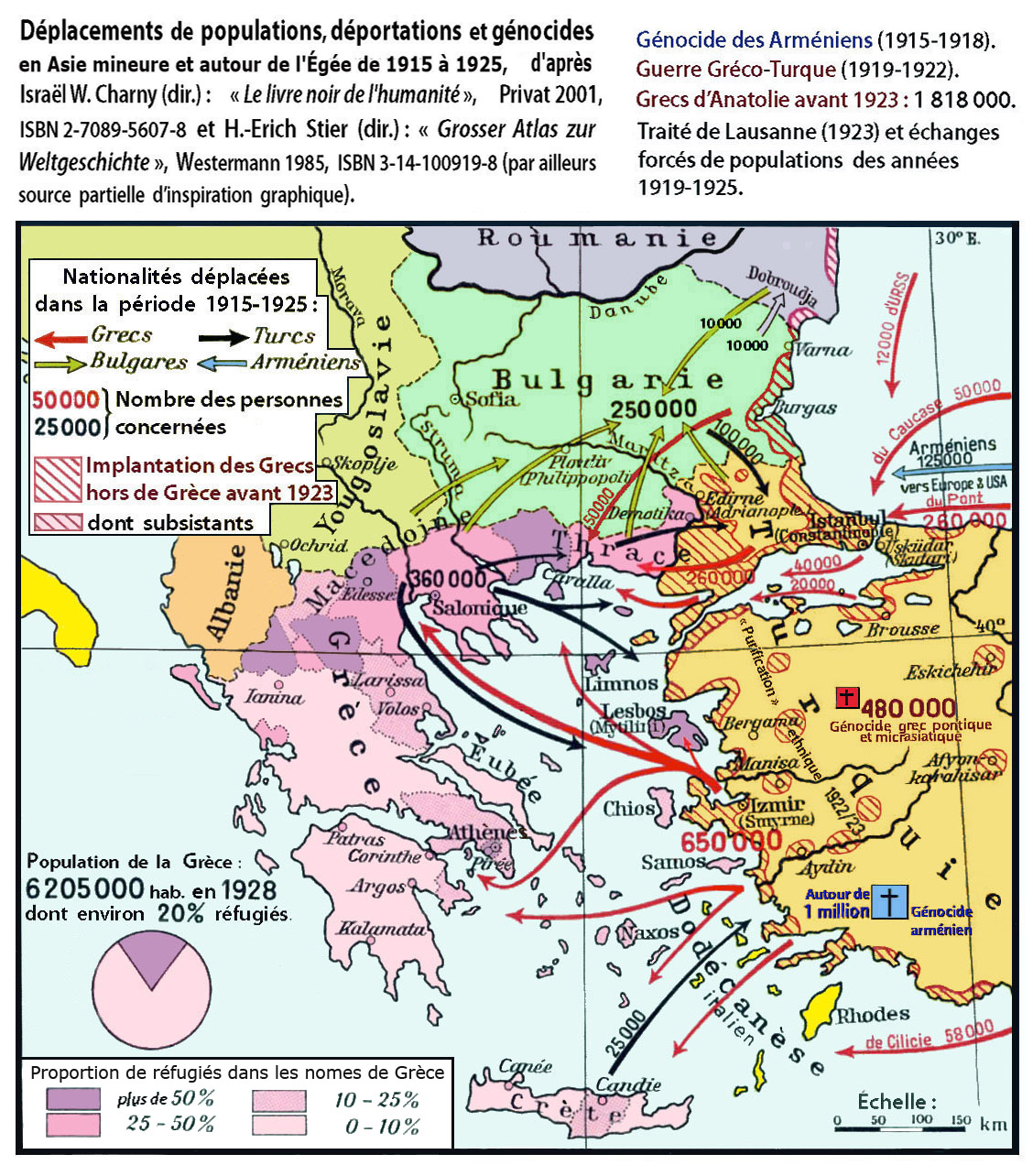
Conséquences démographiques du Traité de Lausanne.

D'une manière générale, les Micrasiates, dont les Pontiques, ont été accueillis par l'État grec dans les régions du Nord de la Grèce vidées de leurs minorités bulgares, aroumaines, albanaises, turques ou grecques islamisées (« Turcs hellénophones ») par l'échange obligatoire de populations institué par le Traité de Lausanne : 400 000 personnes ont dû quitter la Grèce, tandis que 1 500 000 Micrasiates (et aussi Grecs de Thrace, de Bulgarie et d'URSS dans les années suivantes) ont été contraints de quitter leurs foyers pour venir en Grèce.
Depuis 1923, la plupart des Pontiques anatoliens vivent donc en Grèce, où beaucoup ont maintenu leur langue : le pontique (un dialecte du grec dit « roum » ou « rum » en turc, dans les registres de population de l'État turc). Le pontique a évolué vers une langue distincte, peu compréhensible par les locuteurs du grec moderne, tout comme le cappadocien redécouvert en Chalcidique en juin 2005.
La loi grecque prévoit des facilités pour le « retour » des Grecs de la diaspora vers la « mère-patrie » sur le modèle des lois du retour israélienne et allemande. Entre 1986 et 1994, environ 60 000 Pontiques de l'ex-Union soviétique (du Kazakhstan, par exemple), dont des couples mixtes souvent qualifiés de « Russo-Pontiques » (Ρωσσοπόντιοι en grec), ont ainsi atterri dans les banlieues déshéritées d'Athènes et dans le Nord de la Grèce, où beaucoup sont considérés plutôt comme des immigrés russes que comme des compatriotes grecs, d'autant que beaucoup ne parlaient plus que le russe. Les principales communautés pontiques se trouvent à Alexandroúpoli, Athènes, Dráma, Kilkís, Lamia, Patras, Ptolémaïs, Vólos et surtout Thessalonique. Les Pontiques sont souvent l'objet de plaisanteries condescendantes : le personnage du Pontique dans les blagues grecques, comme celui du Valaque (Aroumain), est toujours un peu naïf, pas dégourdi, gaffeur et ridicule (comme les personnages de Xénophon Tzigenis ou de Christos Barboutsoglou dans le film comique Agent 007 sorti en 1966).

## Dans la diaspora
Plus nombreux que les Turcs quittant la Grèce, de nombreux Micrasiates, dont des Pontiques, n'ont pas trouvé de terre d'accueil dans le cadre des échanges de populations (comme l'évoque le roman Le Christ recrucifié de Níkos Kazantzákis), et ont émigré vers l'Occident, l'Afrique ou l'Australie. Ce phénomène avait commencé avant le génocide, comme le raconte le film : America, America d'Elia Kazan. C'est aussi le cas des couples mixtes gréco-turcs ou gréco-arméniens, mal acceptés dans leurs communautés d'origine. Au milieu du XXe siècle, dans les communautés helléniques des États-Unis et d'Australie, mais aussi à Marseille ou Lyon en France, les Micrasiates et les Pontiques étaient proportionnellement plus nombreux qu'en Grèce. La plupart ont été assimilés dans leurs pays d'accueil. On estime leur nombre initial à plus d'un demi-million, et leur descendance dans la diaspora de l'an 2000 à plus de deux millions.

### Quelques personnalités d'origine pontique
- Alexandre Ypsilántis
- Márkos Vafiádis
- Théodore Grammatikopoulos
- Voúla Patoulídou
- Michel Zambidès
- Luc Ékonomidès
- Christos Ékonomidès
- Klavdía

### Filmographie
- Le film de Yeşim Ustaoğlu: En attendant les nuages (2005) avec Ismail Baysan, Ruşan Kaliskur, Ridvan Yağçi, raconte comment, dans les années 1970, une Pontique rescapée, restée sur place après avoir été adoptée enfant par une famille turque, retrouve ses racines à la suite de la rencontre fortuite d'un Pontique émigré en visite, désireux de revoir sa terre natale. Elle découvre qu'elle a un frère émigré à Salonique et court l'y retrouver, alors qu'elle a quasiment oublié le grec. Tout en nuances, le film dépasse les clichés manichéens et lève un coin de voile sur un passé aussi complexe que tragique, instrumentalisé par le nationalisme grec et nié violemment par le nationalisme turc (le film n'a pas été distribué dans les cinémas turcs et les médias se sont déchaînés contre l'auteur, accusée de trahison comme Ömer Asan, qui avait levé le même « lièvre » avant elle).
- La situation des Pontiques en Grèce est notamment décrite dans le film Garçons d'Athènes (titre anglais From the Edge of the City, dialogues en grec et en russe) du réalisateur Constantínos Giánnaris, sorti en 1998 et comparé par certains critiques au film américain My Own Private Idaho.